# Theatrum Orbis Terrarum

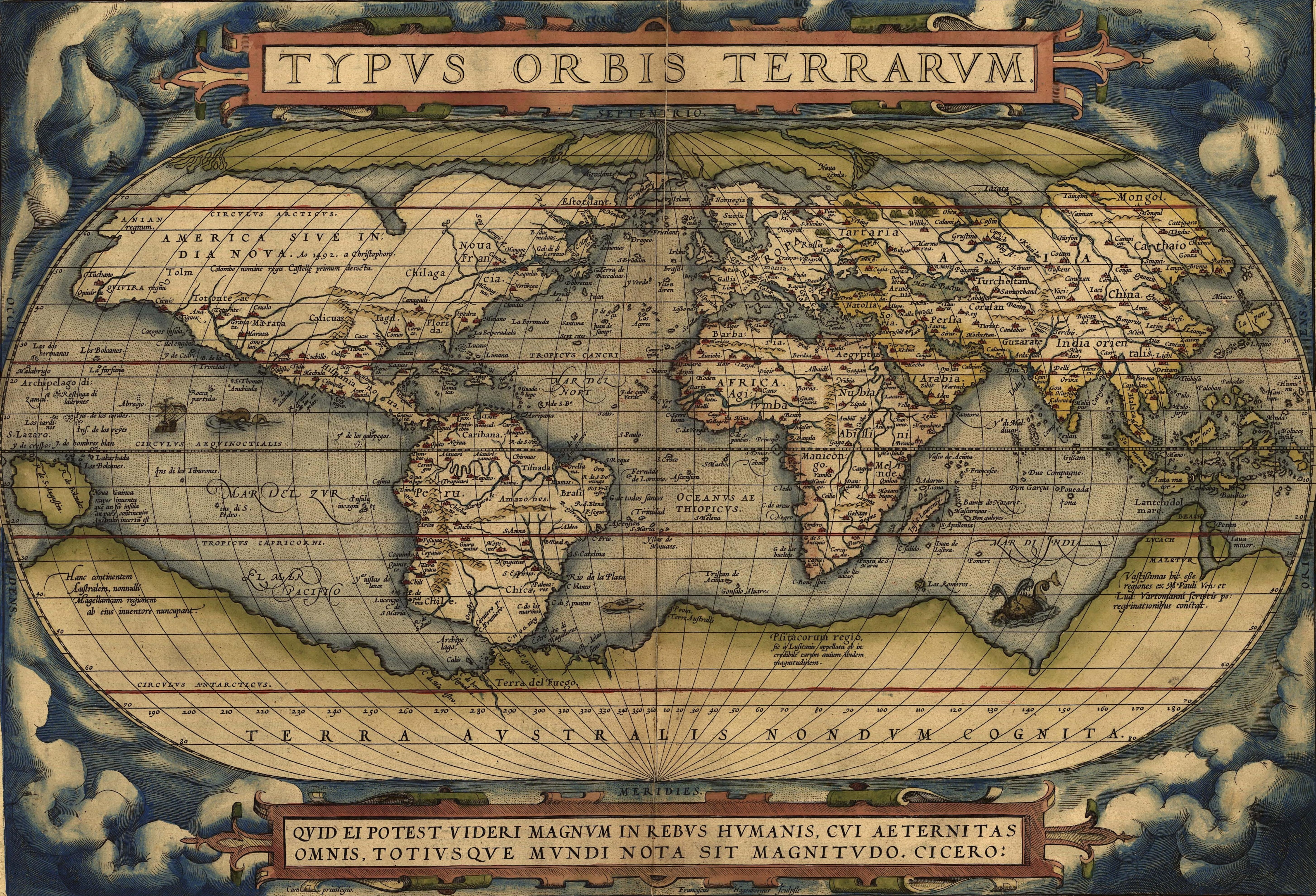
Il mappamondo riportato nell'atlante

Il Theatrum Orbis Terrarum ("Teatro del mondo") è considerato il primo vero atlante moderno; redatto da Abramo Ortelio, consisteva in una raccolta di mappe con testi a supporto, che formavano un libro impreziosito dall'aggiunta di stampe su rame incise specificatamente.

## Storia
Il Theatrum Orbis Terrarum di Abramo Ortelio venne dato alle stampe per la prima volta il 20 maggio 1570, da Gilles Coppens de Diest, ad Anversa. Tre edizioni in latino, oltre a una in olandese, una in francese e una in tedesco, fecero la loro comparsa prima della fine del 1572; ben 25 edizioni furono pubblicate prima della morte di Ortelius avvenuta nel 1598 e molte altre furono pubblicate dopo la sua scomparsa tanto che l'atlante continuò ad essere richiesto fino al 1612. 
L'atlante di Ortelius fu considerato il compendio della cartografia del XVI secolo. Molte delle mappe riportate nell'atlante erano basate su fonti non più esistenti o estremamente rare. Ortelius allegò una preziosa lista delle fonti (il Catalogus Auctorum) con i nomi dei cartografi dell'epoca, alcuni dei quali destinati altrimenti a rimanere sconosciuti.
Dopo la prima uscita del Theatrum Orbis Terrarum, Ortelius lo revisionò con regolarità, espandendo l'atlante e ripubblicandolo in diversi formati fino alla sua morte avvenuta nel 1598. Dalle 70 mappe e dagli 87 riferimenti bibliografici della prima edizione del 1570, l'atlante crebbe nel corso delle sue 31 edizioni arrivando ad avere 183 riferimenti e 167 mappe nel 1612.

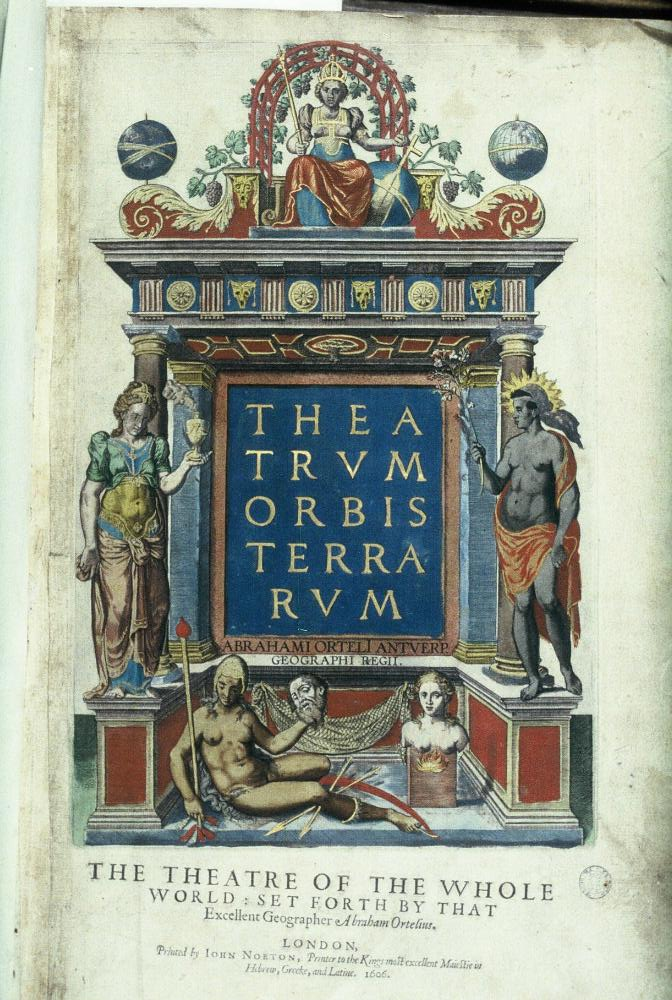
Frontespizio di un'edizione del 1606 con figure femminili che rappresentano i continenti

A partire dal 1630, Willem Blaeu ed il figlio Joan Blaeu lavorarono ad un nuovo atlante, l'Atlas Maior, denominato originariamente Theatrum Orbis Terrarum, sive Atlas Novus in quo Tabulæ et Descriptiones Omnium Regionum che, come si evince dal titolo, era basato proprio sul Theatrum Orbis Terrarum di Ortelius.